# 贡纳尔·文纳斯特伦
贡纳尔·文纳斯特伦（瑞典語：Gunnar Wennerström，1879年6月27日—1931年），瑞典男子游泳、水球运动员。他曾代表瑞典参加1908年夏季奥林匹克运动会游泳和水球两个大项，其中在水球项目上获得一枚铜牌。